# Навігація
Навіга́ція (лат. navigare — «плисти», італ. navigare — орієнтуватися; «ходити під парусом») — галузь знань про керування транспортним засобом для спрямування його до цілі. Використовується у водному, наземно-повітряному й повітряному середовищах, а також в космічному просторі.

## Теорія
Задачі навігації полягають у забезпеченні точного, своєчасного та безпечного плавання корабля, виконанні необхідних розрахунків для маневрування. До навігації також відносять засоби визначення координат, вимір напряму та відстані на морі, шляхи вибору та відображення курсу корабля на карті, вирахування шляху судна, визначення його положення в морі за береговими, небесними та підводними орієнтирами, оцінка похибки навігаційних приладів.
У навігації використовуються геотехнічні, радіотехнічні, світлотехнічні, астрономічні та інші засоби.
Багато віків термін «навігація» означав тільки вищевказані значення. У XX ст., внаслідок розвитку науки і техніки, появи повітряних суден, космічних кораблів — нових об'єктів навігації, виникли нові значення терміна. Тепер, в загальному значенні, навігація — процес керування деяким об'єктом (в тому числі інформаційним), який має властиві йому методи пересування в певному просторі. У навігації можна виділити такі дві складові:
- теоретичне обґрунтування й практичне застосування методів керування об'єктом
- маршрутизація (її вид — маршрутизація в інформаційних мережах), вибір оптимального шляху проходження об'єкта в просторі.

В ІТ, інформаційних системах розглядається навігація:
- у WWW
- на Вебсторінці, на Вебсайті.

На кожній сторінці Вікіпедії верх лівої колонки має групу посилань під назвою «навігація».
Період, коли за місцевими кліматичними умовами у даній місцевості можливе судноплавство.

## Види навігації
- автомобільна навігація
- повітряна навігація— прикладна наука про точне, безпечному водінні в повітрі літальних апаратів; на ранніх етапах розвитку іменувалася «аеронавігація» (дисципліна, яка вчить, як можна визначити напрямок польоту аероплана або дирижабля, не користуючись картою)
- аеронавігація — керування рухом повітряного літального апарата
- космічна навігація (останню в літературі інколи називають астрогацією) — керування рухом космічного літального апарата
- астрономічна навігація — метод визначення координат суден і літальних апаратів, заснований на використанні радіовипромінювання або світлового випромінювання небесних світил
- астроінерційна навігація — метод навігації космічного літального апарата, що комбінує засоби інерційної системи навігації й астрономічної навігації
- біонавігація — здатність тварин вибирати напрямок руху при регулярних сезонних міграціях
- інерційна навігація — метод визначення параметрів руху й координат об'єкта, що не потребує зовнішніх орієнтирів або сигналів
- інформаційна навігація — процес спрямовування користувача по логічно зв'язаним даним
- морська навігація — основний розділ судноводіння
- радіонавігація — теоретичні питання й практичні прийоми керування суднами і літальними апаратами за допомогою радіотехнічних засобів і пристроїв
- супутникова навігація — практичне застосування засобів GPS і ГЛОНАСС для визначення місцезнаходження й напрямку руху
- підземна навігація — практичне застосування різних засобів вимірювання, для визначення місцезнаходження й напрямку руху підземних прохідницьких комплексів
- квантовий компас — децентралізована система навігації, розроблена 2019 року, яка використовуючи дані про напрям руху та швидкість, точно визначає поточне положення об'єкта[1].

## Навігаційні системи та їх види
Система навігації — комплексна електронно-технічна система, що складається із сукупності наземного і космічного устаткування, призначена для визначення місця розташування (географічних координат, висоти) і часу, а також параметрів руху (швидкості і напряму руху і т. д.) для наземних, водних і повітряних об'єктів.
Незалежно від сфери застосування всі навігаційні системи мають відповідати основним вимогам:
- Цілісність

- Безперервність роботи

- Точність визначення швидкості пересування об'єкта, часу і координат місцезнаходження

- Організаційна, просторова й тимчасова доступність.

Види навігаційних систем:
- Авіаційна навігаційна система — це система навігації призначена для використання в повітроплаванні;

- Автомобільна навігаційна система — це система навігації призначена для використання в автомобілях;

- Морська навігаційна система — це система навігації призначена для використання в мореплаванні.